# Tuber cinereum
Das Tuber cinereum (v. lat. „grauer Höcker“) ist eine Ansammlung von Nervenzellen im Zwischenhirn. Es bildet den Boden des Hypothalamus. Das Tuber cinereum geht trichterförmig in den Hypophysenstiel (Infundibulum) über. Es besteht aus drei Kernen: Nucleus ventromedialis, Nucleus dorsomedialis und Nucleus infundibularis (Nucleus arcuatus).

## Funktionen
Die Axone der Nervenzellen im Nucleus infundibularis enden an den Gefäßen des Hypophysenstiels. Es werden Hormone (z. B. Gonadotropin Releasing-Hormon) ausgeschüttet, welche die Funktion der Adenohypophyse steuern. Der Nucleus ventromedialis spielt eine Rolle bei der Regulation von Hunger und Sattheit. Die Funktion des Nucleus dorsomedialis beim Menschen ist dagegen noch nicht bekannt.

## Medizinische Bedeutung
Bei Kindern sind selten angeborene Fehlbildungen im Bereich des Tuber cinereums nachweisbar, so genannte Tuber-cinereum-Hamartome. Dabei handelt es sich um ektopes neuronales Gewebe. Klinisch sind eine Pubertas praecox und gelastische epileptische Anfälle (anfallsartiges Lachen oder Weinen) typisch. In Verbindung mit Polydaktylie kommen Tuber-cinereum-Hamartome auch beim Pallister-Hall-Syndrom vor.